# Terremoto de Arica de 1681
El terremoto de Arica de 1681 fue un seísmo registrado el 10 de marzo de 1681. Su epicentro se localizó en 18°30′00″S 70°21′00″O / -18.500, -70.350 frente a las costas de Arica, entonces bajo la jurisdicción del Virreinato del Perú. Tuvo aproximadamente una magnitud de 7,3 en la escala sismológica de Richter. Arrasó la ciudad y causó severos daños al fuerte que defendía el puerto.